# Грабівка (притока Терюхи)
Грабівка (біл. Грабаўка) — річка в Гомельському районі Гомельської області Білорусі, права притока річки Терюха (притока річки Сож, басейн Дніпра).
Довжина річки 10 км. Площа водозбір 29 км². Середній нахил водної поверхні 1,8 м/км. Починається за 0,8 км у напрямку на північ від села Журавльовка, Гирло за 1,5 км на південь від села Грабівка (у селі на річці гребля і ставок). Водозбір у межах Гомельського Полісся. Русло Грабівки каналізоване у верхній і нижній течії.